# Alexander Kaul (Biophysiker)
Alexander Kaul (* 13. Februar 1934 in Salzwedel; † 15. Dezember 2023) war ein deutscher Biophysiker. Er war von 1989 bis 1999 Präsident des Bundesamtes für Strahlenschutz.

## Leben

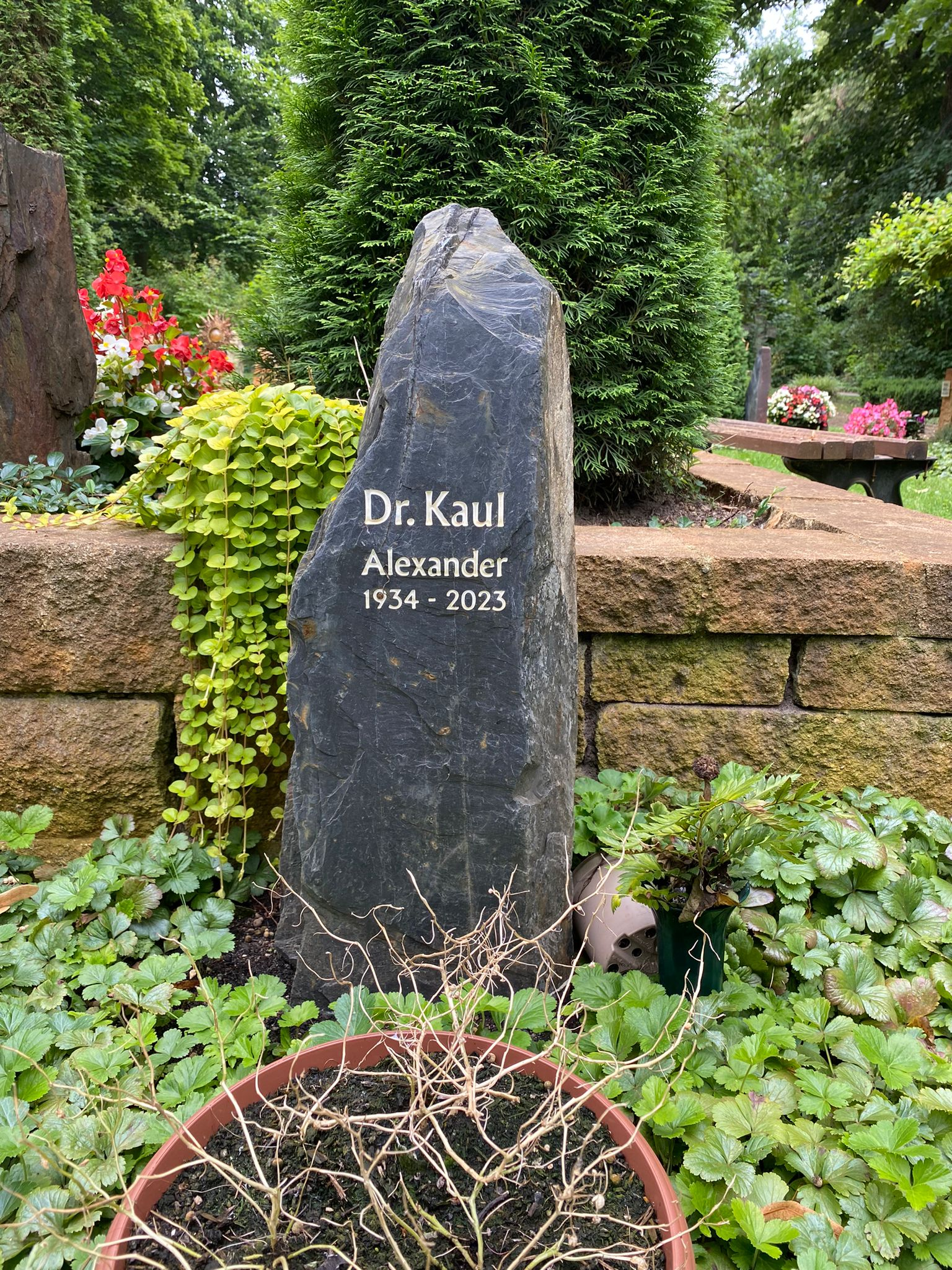
Grabstätte auf dem Friedhof Steglitz

Alexander Kaul wuchs in Bensheim an der Bergstraße auf und studierte Physik und Mathematik in Darmstadt und Frankfurt. Im Jahr 1965 promovierte er am Max-Planck-Institut für Biophysik in Frankfurt. 1970 wurde er Professor für theoretische Strahlenphysik und Biophysik am Klinikum Steglitz und dem Fachbereich Physik der TU Berlin. 1981 wurde er als Nachfolger von Friedrich-Ernst Stieve Direktor am Institut für Strahlenhygiene des Bundesgesundheitsamtes in Neuherberg. Aus diesem ging dann das Bundesamt für Strahlenschutz hervor, das er von der Gründung 1989 an bis 1999 leitete; sein Nachfolger wurde Wolfram König. Er hat in verschiedenen internationalen wissenschaftlichen Organisationen für Strahlenschutz und medizinische Physik mitgewirkt und diverse internationale wissenschaftliche Auszeichnungen erhalten. Er war Autor von rund 370 Fachveröffentlichungen.
Alexander Kaul war Vater eines Sohnes. Er ruht auf dem Friedhof Steglitz.

## Einschätzung der Folgen des Reaktorunglücks von Tschernobyl
Kaul beriet 1986 die Bundesregierung in seiner Funktion als Direktor des Institutes für Strahlenhygiene bezüglich der Folgen der Nuklearkatastrophe von Tschernobyl für die Bundesrepublik Deutschland. Er gab 2011 in einem Interview an, dass der damalige GAU keine gesundheitlichen Folgen verursacht habe. Der Strahlenbiologe Edmund Lengfelder kritisierte Kauls damalige Empfehlungen als nicht ausreichend und widersprach auch dessen Darstellung, es gäbe keine Folgeerkrankungen. Seinen Untersuchungen zufolge ist beispielsweise die erhöhte Zahl der Schilddrüsenkrebspatienten allein auf den Reaktorunfall zurückzuführen.

## Auszeichnungen
- 1983: Bundesverdienstkreuz am Bande
- 1988: Bundesverdienstkreuzes 1. Klasse
- 2003: Hanns-Langendorff-Medaille[3]